# 加藤重
株式会社加藤重 （かとうじゅう）は、京都市中京区にある繊維卸・オーダー服製造販売企業である。

## 概要
名古屋市出身の加藤重太郎が、1922年に奉公先の京都で創業した。創業以来京都市内で何度か店舗を移転しており、太平洋戦争中には丹波に疎開したこともあった。戦後に姉小路高倉の現在地に移る。
2011年の東日本大震災の際に福島県から疎開した男性（親がテーラーをしていた）を入社させ、新たに開設したオーダースーツの店舗を担当させた。店舗の名前は創業者の名前をとって「重太郎」としている。
加藤重は2013年にプロバスケットボール京都ハンナリーズのスポンサー企業の一つとなり、同年からチームにスーツを提供している。